# Tillandsia hamaleana
Tillandsia hamaleana là một loài thực vật có hoa trong họ Bromeliaceae. Loài này được E.Morren miêu tả khoa học đầu tiên năm 1870.